# Leo Anton Karl de Ball
Leo Anton Karl de Ball (23 de noviembre de 1853 – 12 de diciembre de 1916) fue un astrónomo austro-alemán. Es mencionado en el Minor Planet Center como K. de Ball por su único asteroide descubrierto, pero parece ser que era más conocido como Leo de Ball.
Nació en Lobberich, en Rhineland, Alemania. Estudió en Bonn y Berlín y recibió su doctorado en 1877. Trabajó en los observatorios de Gotha y Bothkamp, descubriendo el asteroide Atamantis a finales de 1882. Después trabajó en el observatorio de Seraing, Bélgica, donde analizó la masa de Saturno y trabajó en la mecánica celeste y en las mediciones de paralaje de estrellas dobles.
Desde 1891 hasta su muerte en 1916] fue el director del observatorio Kuffner en Viena. Entre otras cosas, midió el paralaje de numerosas estrellas y compiló los datos en un catálogo de estrellas.

## Asteroides descubiertos
De Ball descubrió solamente 1 asteroide:
| (230) Athamantis | 3 de septiembre de 1882 |